# Кульнев, Андрей Митрофанович
Андрей Митрофанович Кульнев (1924—2003) — участник Великой Отечественной войны, командир взвода бронетранспортёров разведывательной роты 2-й гвардейской механизированной бригады 1-го гвардейского ордена Ленина механизированного корпуса 4-й гвардейской армии 3-го Украинского фронта, гвардии старший сержант, Герой Советского Союза.

## Биография
Родился 5 июля 1924 года в посёлке Семилуки (ныне город) Воронежской области в семье рабочего. Русский.
Окончил среднюю школу. Работал токарем на заводе в Семилуках.
В июне 1942 года был призван в ряды Красной Армии. В боях Великой Отечественной войны с августа 1942 года — в составе Добровольного коммунистического полка. Был пулемётчиком, в начале сентября 1942 года был направлен под Сталинград в составе 1-го мотострелкового полка. Воевал на 3-м Украинском фронте. С боями прошел города: Луганск, Харьков, Полтаву, Яссы. Участвовал в освобождении Венгрии и весной 1945 года оказался в Вене.
13 апреля 1945 года гвардии старший сержант А. М. Кульнев в бою за город Вену (Австрия) в составе группы из четырех добровольцев проник в тыл противника и вышел к венскому Имперскому мосту через Дунай, имея задачу разминировать его. Несмотря на сильное охранение, воины прорвались к фермам моста, добрались до проводов, подведённых к зарядам, и перерезали их. Мост был спасён, что обеспечило советским войскам успешное преодоление реки.
24 июня 1945 года на Параде Победы в колонне 4-го Украинского фронта под командованием Маршала Советского Союза Ф. И. Толбухина шёл Герой Советского Союза — Андрей Митрофанович Кульнев.
Член КПСС с 1946 года. В 1947 году капитан А. М. Кульнев демобилизовался. В 1951 году окончил Ростовский индустриальный техникум и в течение 10 лет работал мастером в ГПТУ-5.
В 1959 году окончил Ленинградский педагогический институт. Работал заместителем директора профтехучилища. C 1966 по 1969 годы был директором Ремесленного училища № 11 речного флота.
Звание майора запаса было присвоено в 2000 году. Жил в городе Ростов-на-Дону.
Умер 5 ноября 2003 года, похоронен на «Аллее почёта» Северного кладбища в Ростове-на-Дону.

Могила Кульнева на Северном кладбище Ростова-на-Дону.

## Награды
- Указом Президиума Верховного Совета СССР от 29 июня 1945 года за смелость, отвагу и мужество, проявленные в операции по захвату Имперского моста через Дунай в Вене, его разминированию и удержанию гвардии старшему сержанту Андрею Митрофановичу Кульневу присвоено звание Героя Советского Союза с вручением ордена Ленина и медали «Золотая Звезда» (№ 8729).
- Награждён орденами Отечественной войны 1-й степени, Красной Звезды, а также медалями, среди которых медаль «За доблестный труд».
- Почётный гражданин города Семилуки (1979)[3].